# Camellia assimiloides
Camellia assimiloides är en tvåhjärtbladig växtart som beskrevs av Joseph Robert Sealy. Camellia assimiloides ingår i släktet Camellia och familjen Theaceae. Inga underarter finns listade i Catalogue of Life.